# Dioscorea koyamae
Dioscorea koyamae là một loài thực vật có hoa trong họ Dioscoreaceae. Loài này được Jayas. mô tả khoa học đầu tiên năm 1990.